# Relazioni bilaterali tra Israele e Russia
Le relazioni bilaterali tra Israele e Russia si riferiscono alle relazioni estere reciproche tra i due Paesi. La Russia possiede un'ambasciata a Tel Aviv e un consolato ad Haifa; Israele ha un'ambasciata a Mosca e un nuovo consolato generale aperto a Ekaterinburg.
La Russia è un membro del Quartetto per il Medio Oriente. Per molti anni Israele fu un santuario per molti ebrei russi; questo si rivelerà particolarmente vero durante l'Aliyah negli anni 1970 e quella che prese il via nel corso dei primi anni 1990. Si trovarono su due fronti diametralmente opposti durante la guerra fredda; tuttavia i rapporti presero a migliorare significativamente dai primi anni 2000 in poi, con l'elezione del più filo-israeliano Vladimir Putin e nel 2001 con l'elezione del più filo-russo Ariel Sharon.
Israele è parte integrante del mondo russofono e viene considerato l'unica parte del mondo abitata stabilmente dai russi al di fuori dell'ex Unione Sovietica. La lingua russa è la terza più parlata in Israele, dopo la lingua ebraica e la lingua araba, ed ha il terzo maggior numero di parlanti russi al di fuori delle ex Repubbliche sovietiche il quale è infine il più alto in proporzione alla popolazione totale.
Oltre 100.000 cittadini israeliani vivono in Russia, con 80.000 di essi residenti solo a Mosca, mentre centinaia di migliaia di cittadini russi risiedono in Israele il quale da parte sua comprende circa 1,5 milioni di cittadini nativi di lingua russa.

## Storia

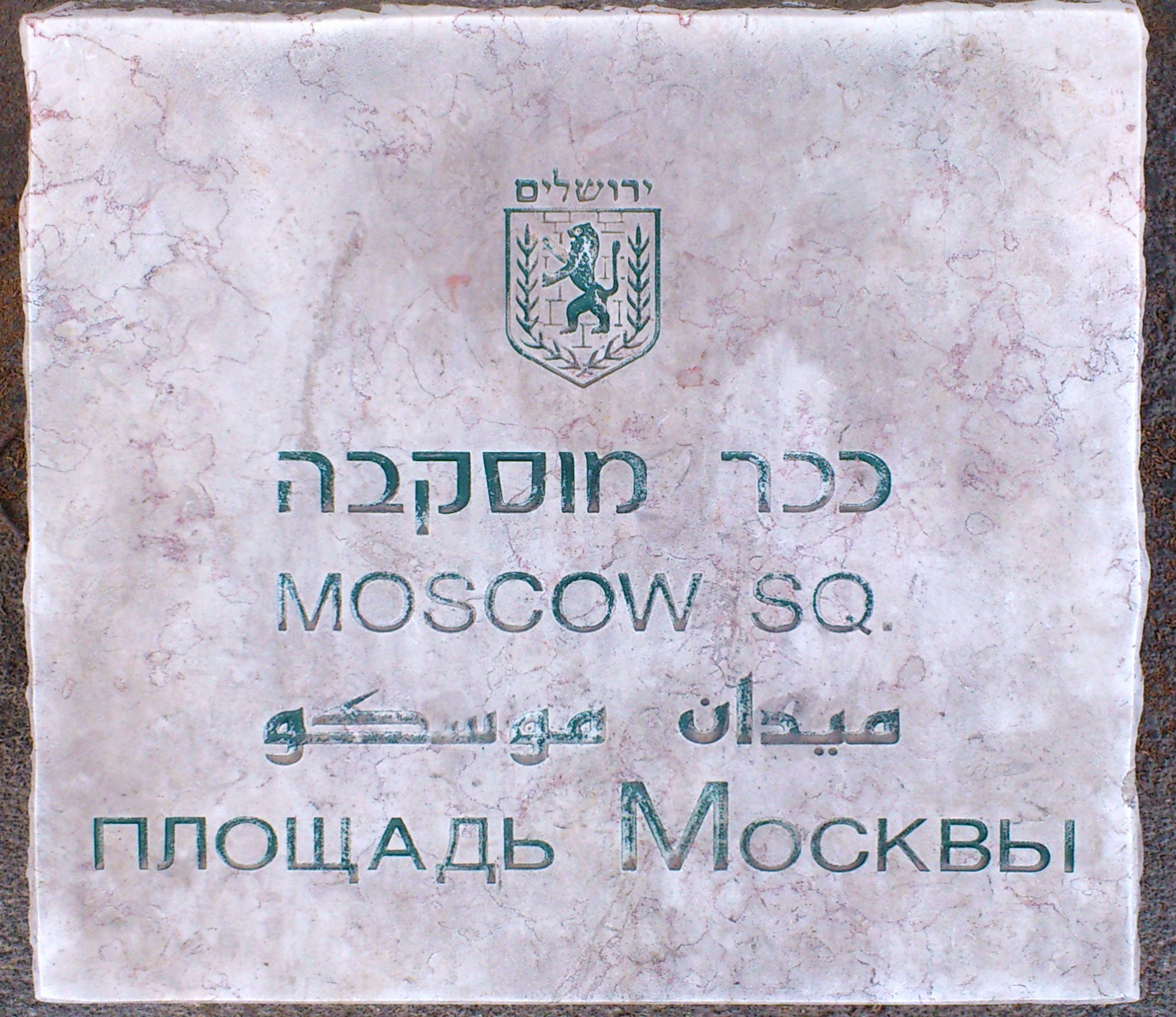
Targa commemorativa di "Moscow Square" a Gerusalemme, parte del Russian Compound.

### Periodo sovietico
Con l'invasione tedesca del territorio sovietico nel 1941 (l'operazione Barbarossa), Iosif Stalin tentò invece di mobilitare il sostegno ebraico mondiale a favore dello sforzo bellico sovietico. Il Comitato Ebraico Antifascista venne rapidamente istituito a Mosca.
Molte migliaia di rifugiati ebrei si ritrovarono in fuga dalla Germania nazista ed entrarono nell'Unione Sovietica durante la guerra, dove rinvigorirono le attività religiose ebraiche ed aprirono nuove sinagoghe. Dalla fine del 1944 Stalin adottò una politica estera apertamente pro-sionista, apparentemente credendo che il nuovo paese sarebbe stato socialista e avrebbe accelerato il declino dell'influenza dell'Impero britannico in Medio Oriente.
Nel maggio del 1947 il viceministro degli esteri sovietico Andrej Andreevič Gromyko avrà a dichiarare all'Assemblea generale delle Nazioni Unite che l'URSS sosteneva il Piano di partizione della Palestina tra uno Stato ebraico e uno arabo; l'URSS e i suoi satelliti votarono quindi nel novembre del 1947 per l'esecuzione del detto Piano. Ciò aprì la strada alla creazione del moderno Stato di Israele. Il 17 maggio seguente, tre giorni dopo la Dichiarazione d'indipendenza israeliana, l'Unione Sovietica ne riconobbe ufficialmente la nuova entità nazionale.

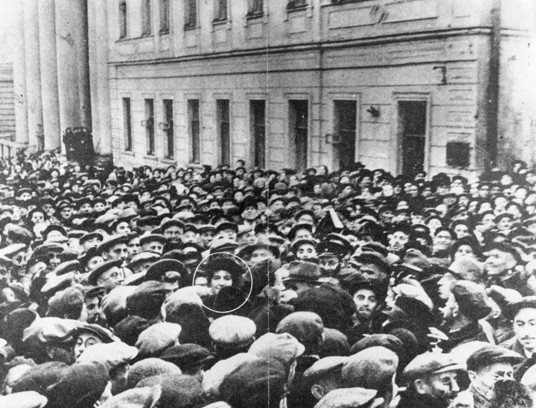
L'ambasciatore israeliano in Unione Sovietica Golda Meir circondata da una folla di 50.000 ebrei nelle immediate vicinanze della sinagoga corale di Mosca il primo giorno di Rosh haShana nel 1948.

Golda Meir fu nominata ambasciatrice in URSS, con il suo mandato che ebbe inizio il 2 settembre del 1948 per terminare poi nel marzo dell'anno successivo; partecipò ai servizi festivi di Rosh haShana e Yom Kippur alla sinagoga corale di Mosca. Tuttavia, una volta nato Israele, Stalin rovesciò le posizioni, prese a favorire gli arabi, arrestò i leader del Comitato Ebraico Antifascista e lanciò attacchi contro gli ebrei presenti all'interno del paese.
Queste relazioni vennero di fatto troncate dal governo sovietico nel giugno del 1967, in segno di protesta contro la politica israeliana assunta durante la guerra dei sei giorni e immediatamente dopo.

### Dopo la caduta del comunismo

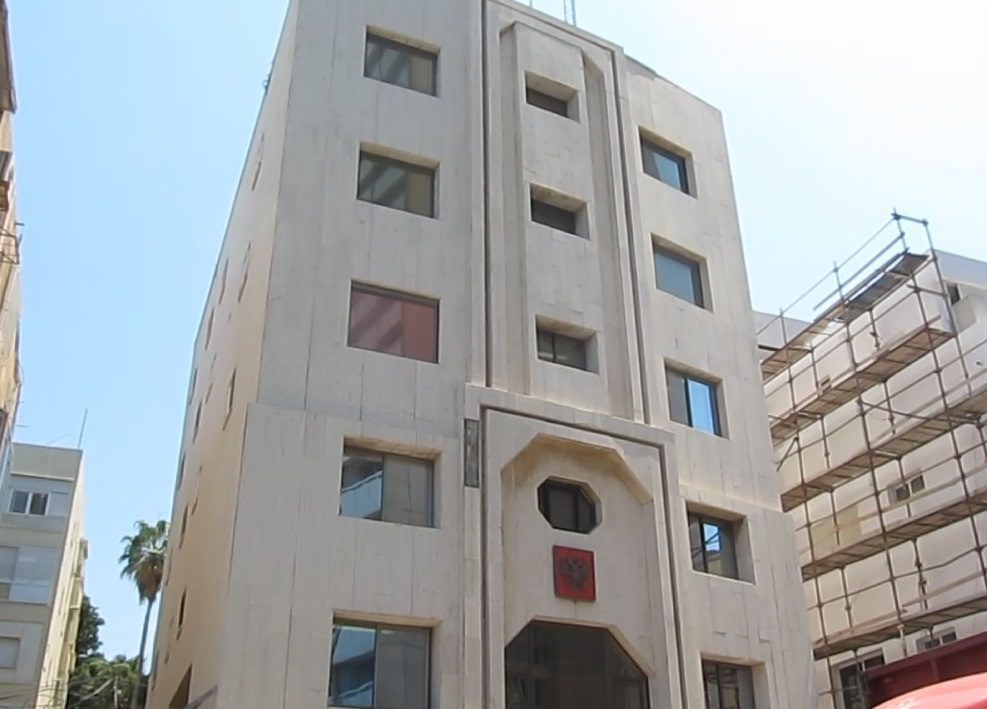
L'edificio dell'ambasciata russa a Tel Aviv.

L'Unione Sovietica riprese le relazioni diplomatiche con Israele a partire dal 18 ottobre del 1991; il giornalista Alexander Bovin poté così diventare il primo ambasciatore sovietico in Israele dopo 24 anni.
A seguito della dissoluzione dell'Unione Sovietica avvenuta appena due mesi dopo, proseguì comunque a servire come ambasciatore della Russia in Terra di Israele.

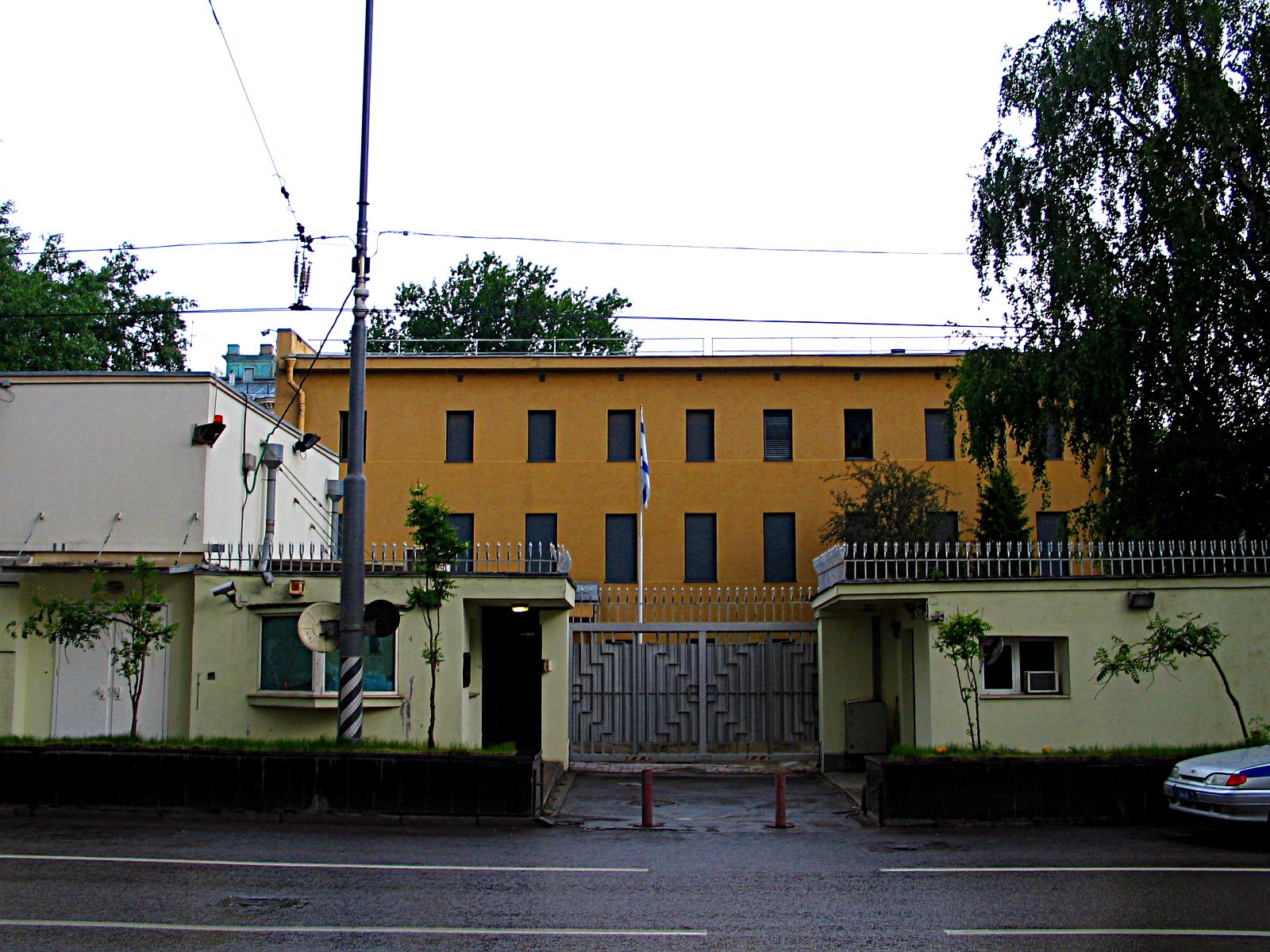
L'edificio dell'ambasciata israeliana a Mosca.

Il crollo definitivo dell'intero blocco orientale provocò un'enorme ondata di immigrazione di ebrei dagli Stati ex-sovietici.
A causa della forte richiesta da parte dei nuovi immigrati, iniziarono ad apparire molti giornali in lingua russa e, con lo sviluppo della televisione multicanale in Israele nel corso degli anni 1990, molti canali russi iniziarono ad essere ritrasmessi in Israele. Nel novembre 2002 sorse una nuova rete TV israelo-russo denominata Israel Plus.

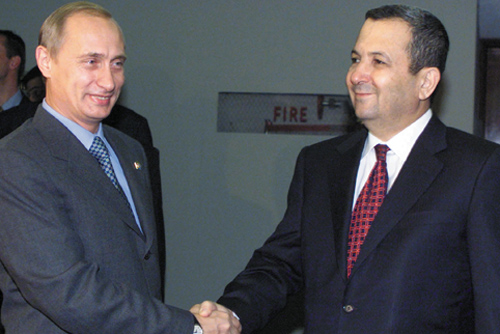
Vladimir Putin e Ehud Barak nel settembre del 2000.

Il 19 ottobre del 1999 il ministro della difesa cinese, il generale Chi Haotian, dopo aver incontrato il collega siriano Mustafa Tlass a Damasco per discutere dei legami militari in piena espansione tra i due Paesi, volò in Israele per incontrare Ehud Barak, l'allora primo ministro di Israele nonché ministro della difesa, ove discussero delle relazioni militari intercorrenti.
Tra gli accordi raggiunti vi fu anche una vendita israelo-russa di $ 1 miliardo in aerei militari nella Repubblica Popolare Cinese e che sarebbero stati prodotti congiuntamente da Russia e Israele.

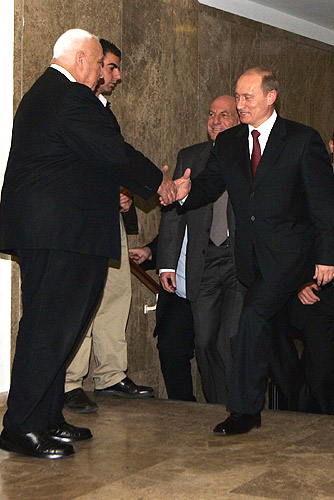
Il primo ministro di Israele Ariel Sharon e il presidente della Federazione Russa Vladimir Putin nel corso di una visita ufficiale.

Sempre nel 1999, in qualità di ministro degli esteri, Ariel Sharon iniziò a corteggiare relazioni più amichevoli con la Russia a seguito dell'immigrazione su larga scala di persone di lingua russa verso Israele, affermando che "il voto russo deciderà l'esito delle elezioni [israeliane]".
Tuttavia il rapporto tra Israele e Russia cominciò seriamente a migliorare solo nel 2000, con l'elezione del più filo-israeliano Vladimir Putin, e nel 2001 con l'elezione del più filo-russo Ariel Sharon, il quale non mancò di descrivere il presidente della Federazione Russa come "un vero amico di Israele".
Nel 2006 le truppe israeliane trovarono prove di sistemi di missile anticarro di fabbricazione russa Kornet-E e Metis-M in possesso degli Hezbollah nel Libano del Sud. Nel 2007, in risposta alle accuse inerenti al fatto che stesse fornendo gruppi terroristici con armi, la Russia disse che stava conducendo ispezioni delle strutture di deposito di armi siriane per impedire alle stesse di raggiungere clienti non intenzionali. Ciò mise a dura prova le relazioni già in fase di deterioramento.
In quello stesso anno Vladimir Žirinovskij, in visita presso una delegazione governativa, affermò di essere preoccupato in particolare della situazione economica per oltre un milione di ebrei russi che vivono in Israele e che "la Russia non permetterà mai alcun tipo di violenza contro Israele".
La Russia pianificò di vendere avanzati sistemi di missile terra-aria ai Paesi confinanti e nel contempo ha condannato le azioni di Israele svolte nell'operazione Piombo fuso; ha anche inviato 60 tonnellate di tende, medicine, cibo e altri aiuti umanitari ai palestinesi.

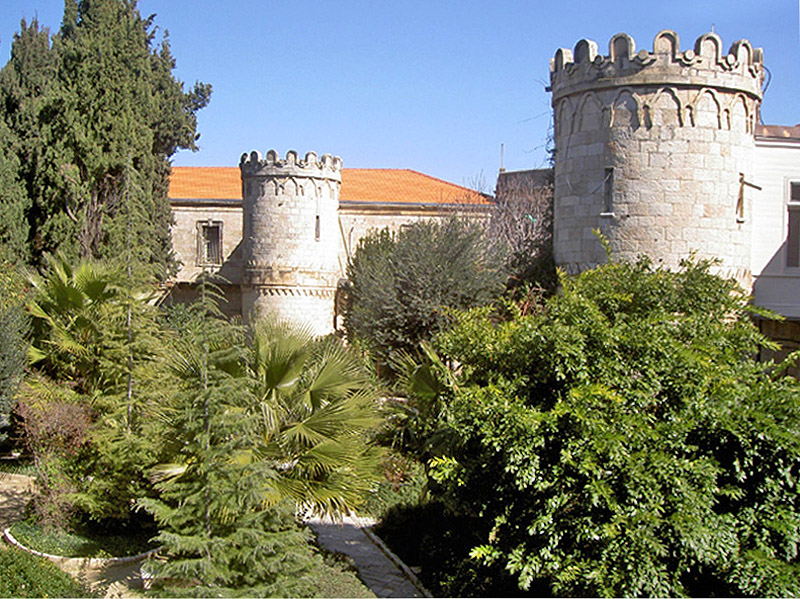
Sergei's Courtyard di Gerusalemme, la cui proprietà è stata trasferita dal governo israeliano in Russia nel 2008.

Nel 2011 Putin dichiarò: "Israele è, in effetti, uno Stato speciale per noi, è praticamente un Paese di lingua russa, Israele è uno dei pochi Paesi stranieri che si possono chiamare russofoni. È evidente che più della metà della popolazione parla russo".
Ha inoltre affermato che Israele potrebbe essere considerato parte del mondo culturale russo e ha sostenuto che "canzoni che sono considerate nazionali in Israele sono in realtà canzoni nazionali russe". Ha infine asserito di considerare i cittadini israeliani di lingua russa come suoi compatrioti e parte integrante del "mondo russo".
Durante l'operazione Margine di protezione eseguita nel 2014 Putin ha affermato che "Io sostengo la battaglia di Israele intesa a proteggere i suoi cittadini". Nell'agosto del 2014 la Russia ha iniziato ad aumentare l'importazione di frutta da Israele, dopo aver vietato tutte le importazioni alimentari provenienti da Unione europea, Norvegia, Stati Uniti d'America, Canada e Australia.
Nell'ottobre del 2014 India e Israele hanno iniziato una massiccia esportazione di carne in Russia; esattamente 12 mesi dopo Israele e Russia hanno tenuto riunioni per coordinare le reciproche operazioni in Siria, ed evitare così di scontrarsi accidentalmente o di confondere reciprocamente le comunicazioni mentre operano nel paese.

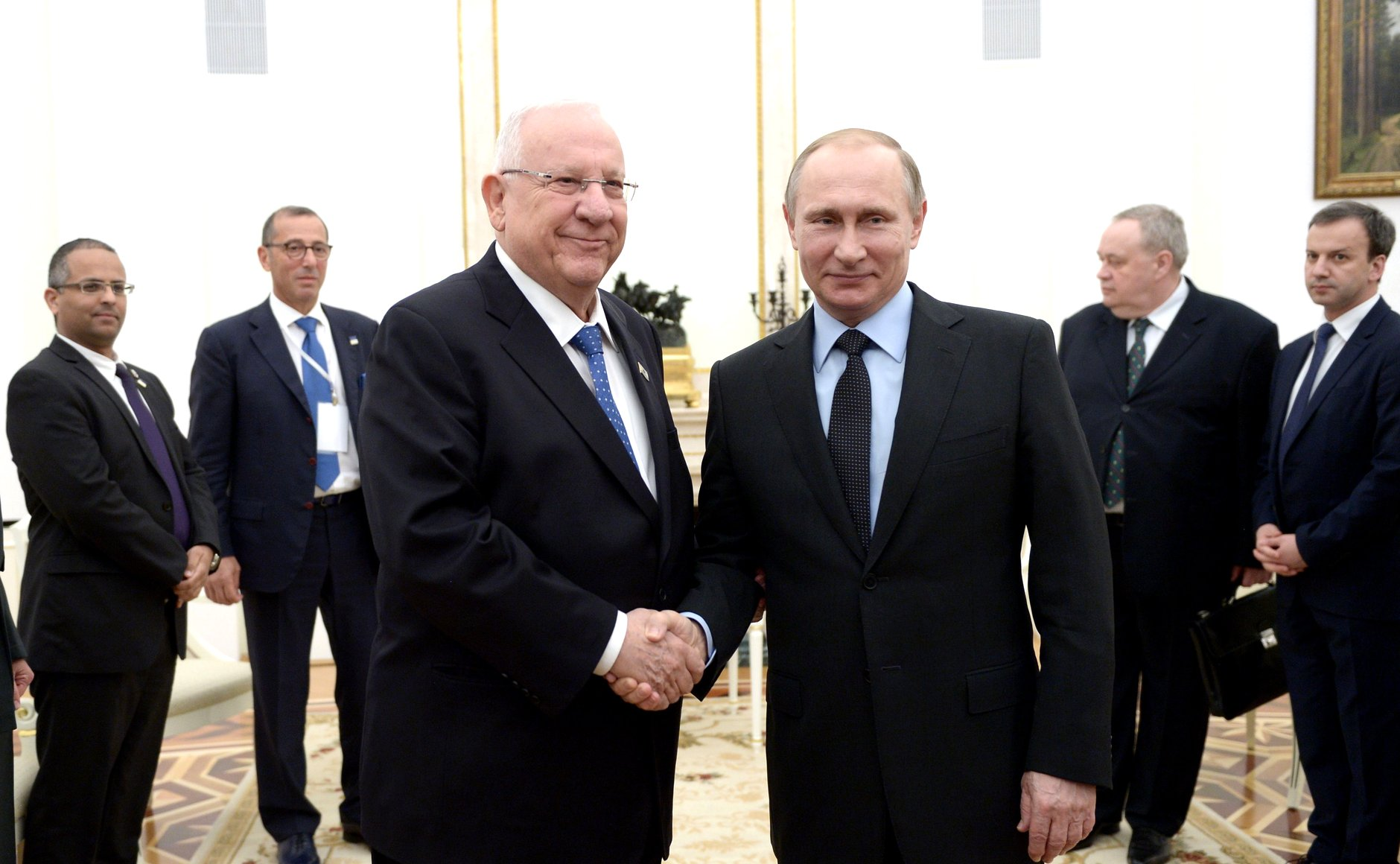
Il presidente di Israele Reuven Rivlin assieme a Vladimir Putin nel 2015.

Nel marzo del 2016 Putin ha affermato che le relazioni con Israele sono speciali e basate "sull'amicizia, sulla comprensione reciproca e sulla lunga storia comune". Ha poi dichiarato: "La Russia e Israele hanno sviluppato una relazione speciale: 1,5 milioni di cittadini israeliani provengono dall'ex Unione Sovietica, parlano la lingua russa, sono portatori della cultura della Russia, di mentalità russa e mantengono relazioni con i loro parenti e amici rimasti in Russia e questo contribuisce a rendere i rapporti inter-statali molto speciali".

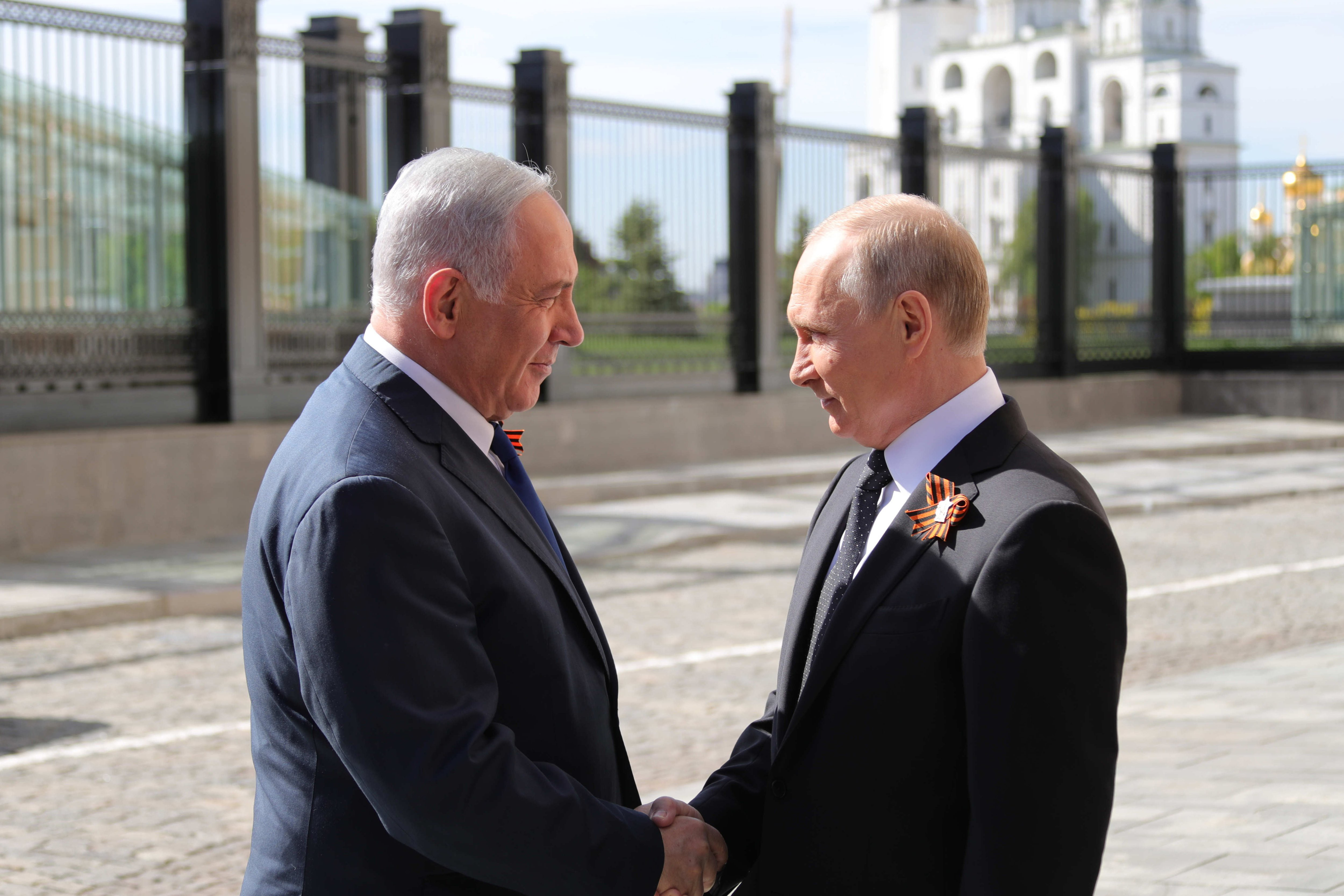
Benjamin Netanyahu e Vladimir Putin nel 2018.

## Comunità espatriate

Stati in cui la lingua russa è una di quelle ufficiali, semi-ufficiali e/o di lavoro.

### Lingua russa in Israele
La popolazione nativa di lingua russa di Israele è la terza più grande al mondo di madrelingua che vive al di fuori dei territori dell'ex Unione Sovietica e la più alta in proporzione alla popolazione. Il numero di israeliani nativi di lingua russa conta circa 1,5 milioni di cittadini.

### Cittadini russi che vivono in Israele
Centinaia di migliaia di cittadini russo-israeliani vivono in Israele. Durante le elezioni russe il governo istituisce seggi elettorali in molte città israeliane sia grandi che piccole, al fine di consentire ai cittadini russi che vivono in Israele di esprimere la propria scelta politica. Durante le elezioni presidenziali in Russia del 2012 centinaia di migliaia di russo-israeliani poterono esprimere liberamente il loro voto in Israele.

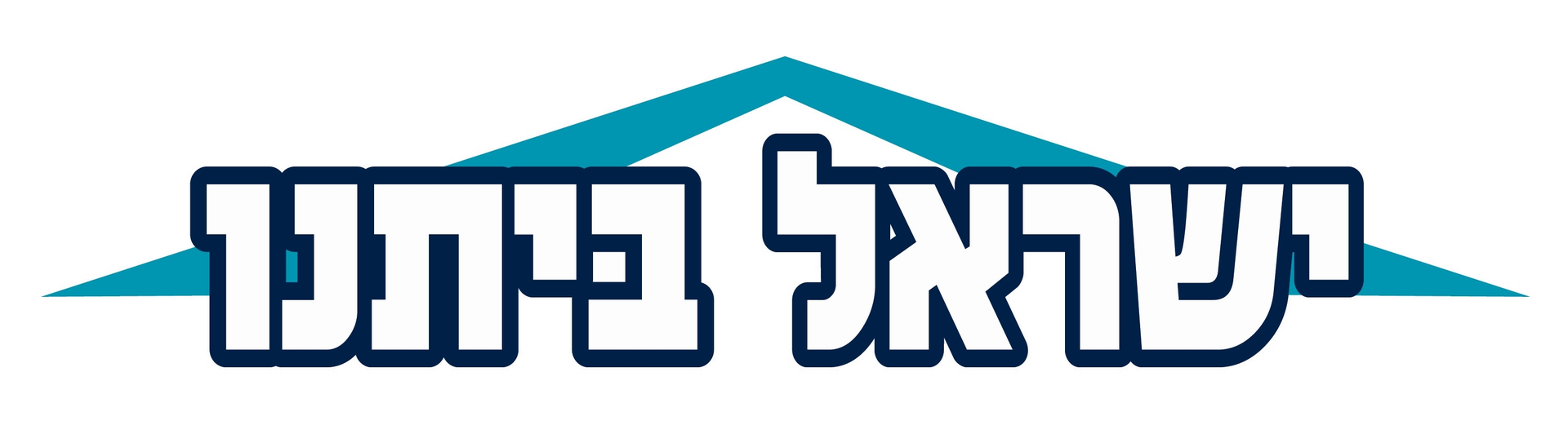
Il partito politico israeliano Israel Beitenu è una delle scelte più popolari tra gli elettori israeliani di lingua russa.

Alle elezioni presidenziali del 2018 Vladimir Putin è stato il candidato più popolare tra gli elettori russi israeliani, vincendo con il 72,62% dei voti in Terra di Israele, mentre Ksenija Sobčak si è piazzato al secondo posto con il 13,42%. Tuttavia, nonostante la Russia abbia istituito 14 seggi elettorali entro il territorio israeliano, l'affluenza alle urne è stata particolarmente bassa, con meno del 10% dei possessori di doppia cittadinanza ammissibili alle urne che hanno manifestato la loro preferenza.
Il partito politico denominato Russia Unita ha aperto una filiale d'oltremare proprio in Israele.

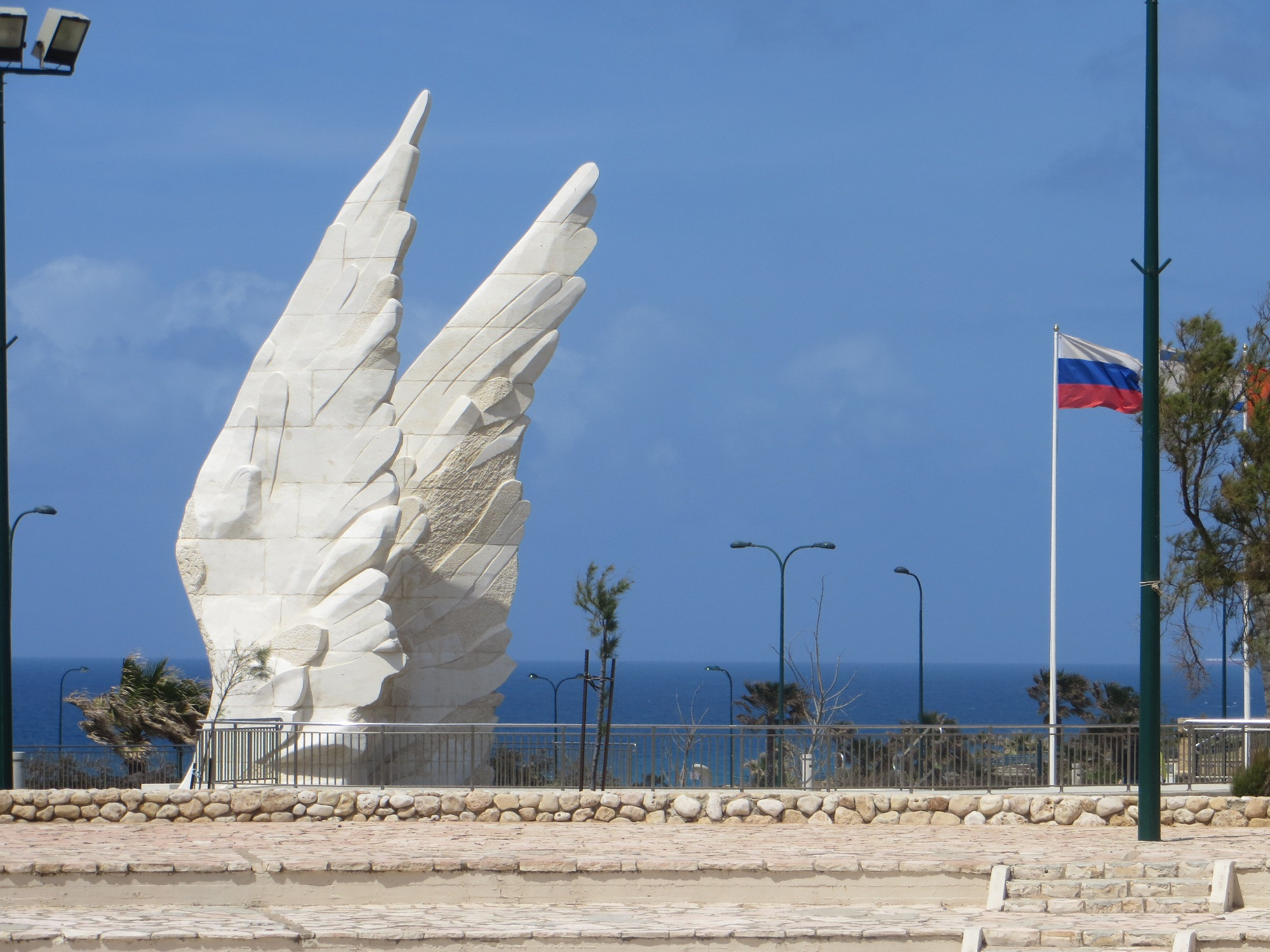
Il "monumento della Vittoria"a Netanya.

### Giorno della Vittoria in Israele
Israele ospita le più estese celebrazioni della Giornata della vittoria al di fuori dell'ex Unione Sovietica. 

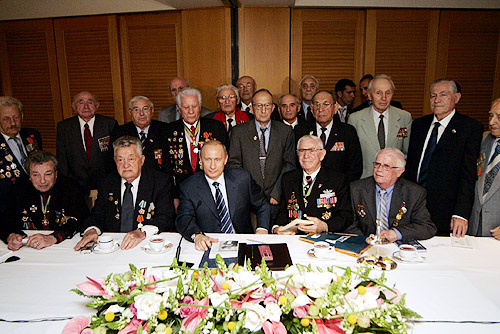
Putin incontra i veterani dell'Armata Rossa in Israele.

A causa del gran numero di veterani dell'Armata Rossa che si sono ritirati in Israele dagli ex paesi sovietici, il governo e le Forze Armate Russe inviano regolarmente delegazioni per incontrare le associazioni di veterani e per partecipare agli eventi annuali della commemorazione.

### Comunità israeliana di Mosca
Mosca ha la più grande comunità di espatriati da Israele al mondo, con 80.000 cittadini israeliani che vivono in città a partire dal 2014, quasi tutti di madrelingua russa.
Molti eventi culturali israeliani sono ospitati per la comunità e molti vivono parte dell'anno in Israele; per soddisfare le esigenze di questa comunità grandi centri di cultura di Israele si trovano - oltre che a Mosca - anche a San Pietroburgo, Novosibirsk e Ekaterinburg. Vi sono infine almeno 60 voli settimanali che collegano Tel Aviv a Mosca.

## Collaborazione militare

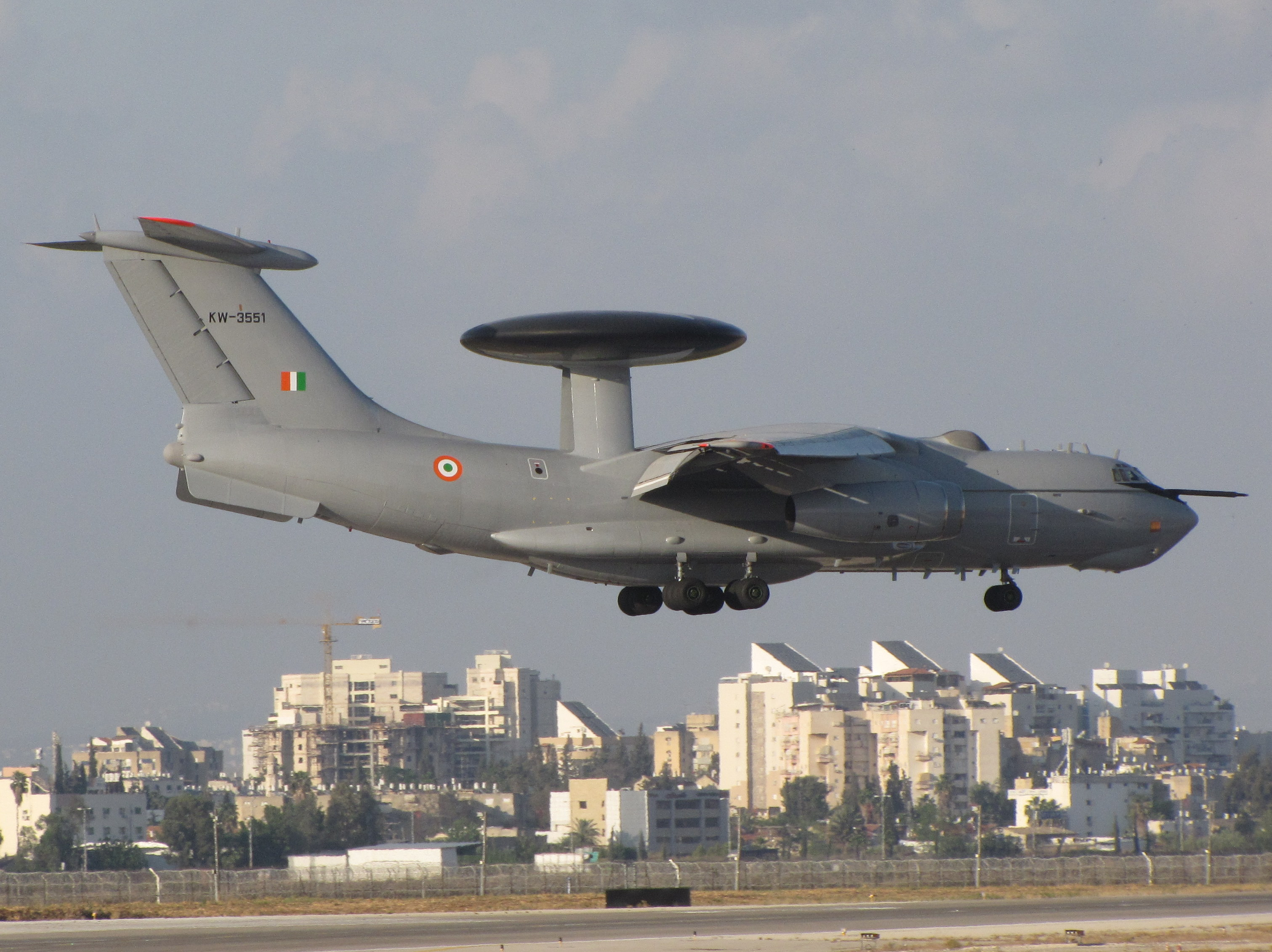
Un "A-50EI (Il-76)" della Bhāratīya Vāyu Senā con EL/W-2090.

Nel 2004 è stato firmato un accordo tripartito tra Israele, Russia e India: il primo ha fornito il sistema di rivelazione radar EL/W-2090 da $ 1,1 miliardi alla Bhāratīya Vāyu Senā, con il radar installato sull'aereo da trasporto militare Ilyushin Il-76 di origine russa.
Il 6 settembre del 2010 Russia e Israele hanno firmato un accordo militare di durata quinquennale.

### Droni
Nell'aprile del 2009 la Russia ha acquistato il suo primo pacchetto di aeromobile a pilotaggio remoto da Israele (Bird Eye-400, otto I-View Mk150 e due Searcher Mk.2 UAV). L'accordo valeva $ 53 milioni.
In un secondo accordo, alla fine del 2009, la Russia ha acquistato altri 36 droni da Israele, per un valore complessivo di $ 100 milioni.
Nell'ottobre del 2010, in un terzo accordo, la Russia ha acquistato altri $ 400 milioni di droni da Israel Aerospace Industries; essi devono però essere assemblati in Russia. La produzione è iniziata nel 2012, con consegna alle Vooružënnye Sily Rossijskoj Federacii prevista per il 2014.
Nel 2015 uno dei droni sarebbe stato abbattuto dall'esercito ucraino nei pressi della città di Donec'k, in Ucraina.
Nel settembre del 2015 il Suchoputnye vojska Rossijskoj Federacii ha acquistato un altro pacchetto di droni da 300 milioni di dollari da Israele, il quarto acquisto della serie.

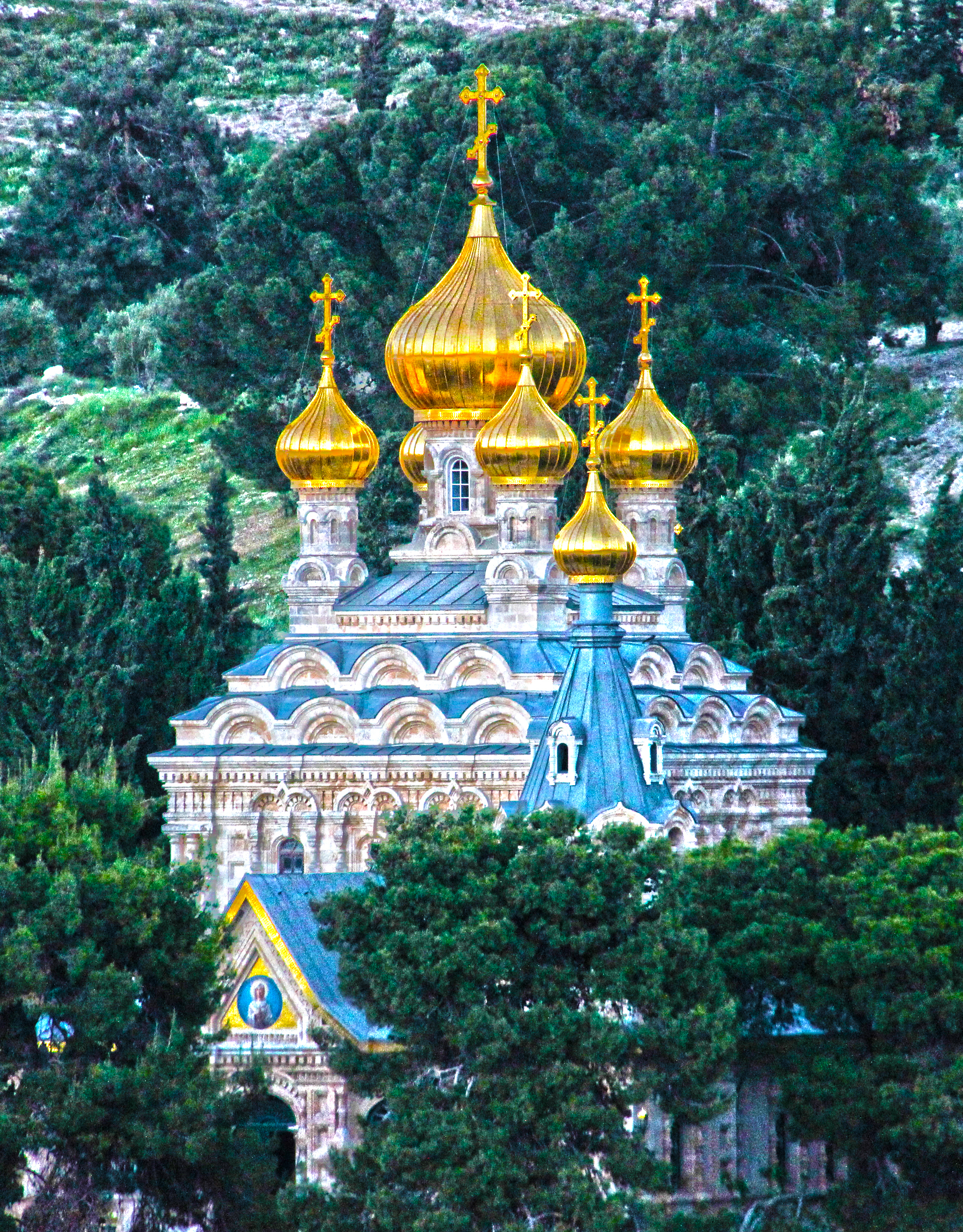
La Chiesa di Maria Maddalena sul Monte degli Ulivi a Gerusalemme, un luogo di pellegrinaggio popolare della Chiesa ortodossa russa.

## Turismo russo in Israele
Israele è diventato nel corso degli ultimi decenni una destinazione per i turisti russi; la città di Tel Aviv in particolare è una meta assai popolare grazie alla sua folta presenza di parlanti russofoni, oltre che per il sole e le spiagge. Secondo le rilevazioni la soddisfazione dei turisti è risultata significativamente superiore alla media, rispetto ai più bassi livelli dati dai visitatori provenienti da altri paesi.
Quasi 500.000 turisti russi hanno visitato Israele nel 2014; tuttavia già l'anno seguente il numero è diminuito drasticamente a causa della crisi finanziaria russa (2014-2017) e della conseguente caduta del valore del rublo. Essa ha provocato quindi anche una grave ricaduta nell'industria del turismo in Israele, poiché molti turisti russi non potevano più permettersi di visitare il paese, portando ad una netta diminuzione degli arrivi totali.
Il livello di presenze ha continuato a diminuire significativamente per tutto il 2015. Nel 2018, dopo anni di flessione, i turisti russi in Israele avevano iniziato a riprendersi leggermente, rappresentando ancora una volta il secondo più grande gruppo di visitatori stranieri, ed essendo particolarmente importanti per la località di Eilat.
Oltre 400.000 pellegrini ortodossi hanno visitato Israele nel biennio 2015-2016. Secondo il patriarca di Mosca Cirillo I, il fatto che "le persone in Israele parlano la lingua russa crea un'atmosfera speciale per i nostri pellegrini, pertanto spesso si sentono decisamente a proprio agio". Parlando poi della vita della comunità ebraica in Russia, ha citato il loro rabbino capo: "Mi ha detto molte volte che non conosce nessun altro posto simile alla Russia, dove cristiani ed ebrei intrattengono relazioni così buone".

## Forniture petrolifere russe in Israele
A partire dal 2014 la Russia è il principale fornitore di greggio in Israele (insieme a Kazakistan e Azerbaigian); a partire dal 2016 è diventata il primo fornitore petrolifero.

## Accordo senza visto tra Israele e Russia
Nel 2008 Israele e Russia hanno firmato l'"accordo senza visti", consentendo pertanto scambi reciproci senza necessità di visto d'ingresso tra i due Paesi. Gli immigrati provenienti dalla Russia e da altre ex repubbliche sovietiche rappresentano una percentuale significativa dei cittadini israeliani, il che significa che è probabile che le visite ad amici e parenti in Russia siano in tal maniera facilitate.

## Colloqui di unione doganale
Israele prevede di entrare in un accordo di libero scambio con la Russia. L'unione doganale, che riunisce Bielorussia, Kazakistan e Russia, ha lanciato un comitato esplorativo per studiare le prospettive per la creazione di una zona di libero scambio, la "Commissione economica eurasiatica" (CEE - un unico organo permanente di regolamentazione dell'unione doganale eurasiatica), così come è stato riferito nel marzo del 2014.

## Linea di comunicazione crittografata
La Russia e Israele hanno concordato di installare una rete di comunicazione crittografata diretta, per facilitare le comunicazioni tra il presidente della Federazione Russa e il primo ministro di Israele. Un analista dice: "La Russia si sente molto vicina alla leadership israeliana... I russi vogliono parlare con Israele senza che nessuno possa effettuare un'intercettazione".

## Collaborazione medica

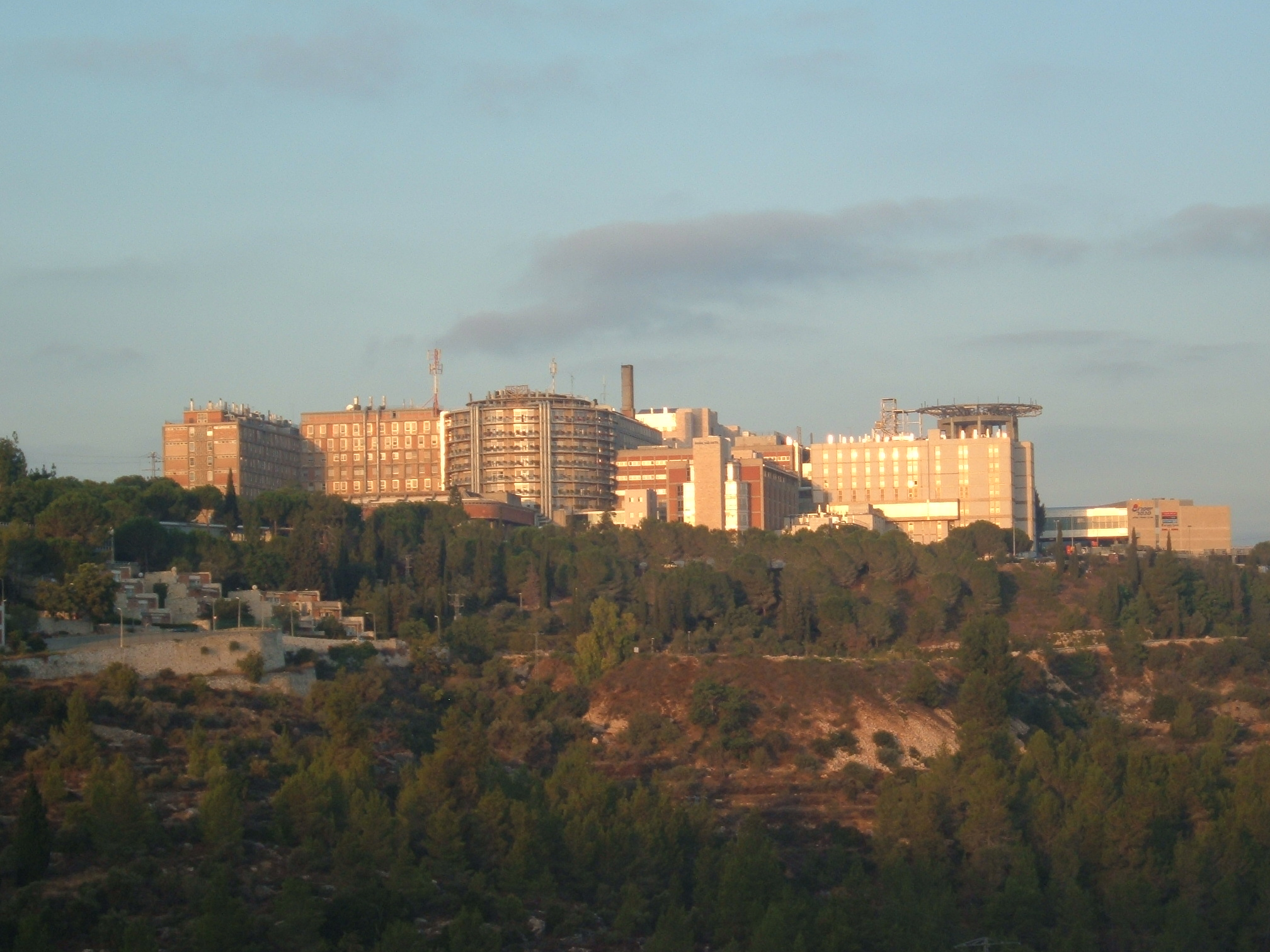
Hadassah a Ein Kerem nel distretto di Gerusalemme, il secondo campus dell'Hadassah Medical Center.

### Formazione congiunta
I due paesi partecipano alla formazione medica congiunta di specialisti. Il governo della Federazione Russa ha implementato un programma di formazione per medici e infermieri metropolitani nei principali ospedali israeliani: Hadassah Medical Center, Tel Aviv Sourasky Medical Center, Sheba Medical Center e Ramat Aviv Medical Center. Diverse centinaia di medici russi specializzati negli ospedali della capitale Mosca sono appositamente addestrati in Israele ogni anno.

### Hadassah Medical Center

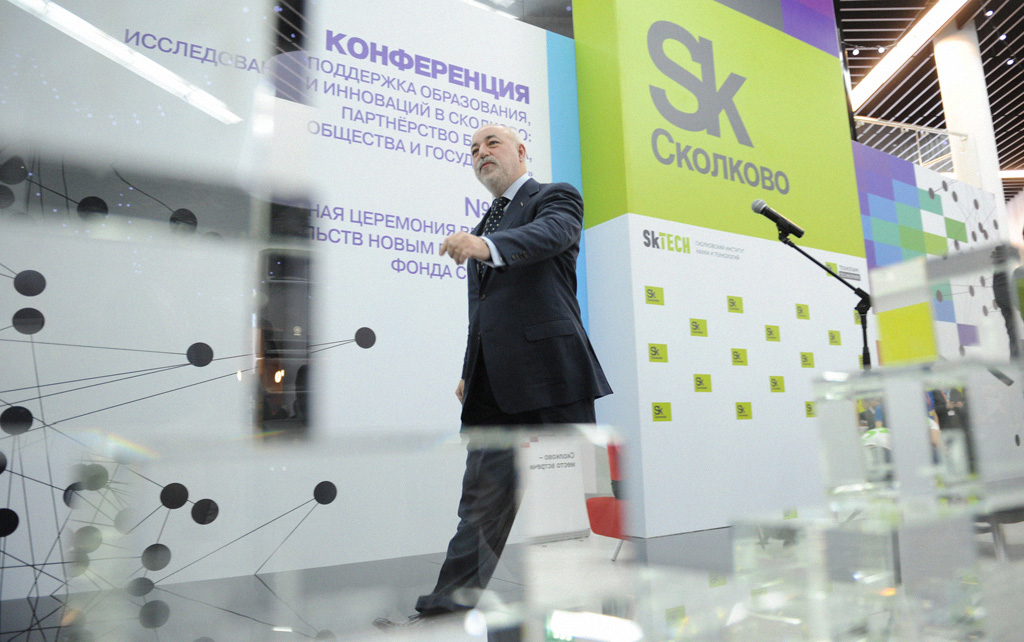
Victor Feliksovič Veksel'berg, presidente dell'Istituto di scienza e tecnologia di Skolkovo.

A partire dal 2018 il Centro Hadassah, in accordo con il sindaco di Mosca, ha aperto una filiale in prossimità dello Skolkovo Innovation Center, diventando in tal maniera il primo ospedale straniero ad aprire in Russia.
Il progetto è stato stimato in 40,2 milioni di dollari, di cui circa 26,4 milioni andranno a dotare il centro di attrezzature. Inoltre $ 3,2 saranno spesi per attività educative. Si prevede che il 10% del reddito generato dal centro medico israeliano in territorio russo sarà diretto a svolgere attività di ricerca nel campo dell'oncologia.

## Accordi di collaborazione scientifica

### Spazio
Nel 2011 Israele e Russia hanno firmato l'accordo di cooperazione spaziale. L'accordo quadro ha lo scopo di sviluppare programmi di ricerca congiunti e altre collaborazioni in settori quali la ricerca astrofisica e planetaria, la biologia e la medicina spaziale, i satelliti artificiali di navigazione, i servizi di lancio e la tecnologia.

### Tecnologia nucleare
Nel 2013 i due governi hanno firmato accordi per collaborare allo sviluppo di materiali radioattivi per i trattamenti di odontoiatria e nella diagnostica per immagini. Sebbene tutto ciò sia limitato prettamente alle cure in campo medico, potrebbe costituire la base per una più ampia collaborazione tra le imprese dei due paesi nell'ambito della tecnologia dell'energia nucleare.

### Nanotecnologie
Nel campo degli "incubatori tecnologici" si stanno creando seri progetti collaborativi tra i due stati. Rosnano, il veicolo governativo russo per gli investimenti nella nanotecnologia, ha stabilito una filiale in Israele con l'obiettivo precipuo di creare un fondo per l'investimento nelle iniziative israeliane sulle nanotecnologie.
Allo stesso modo lo Skolkovo Innovation Center ha stabilito una filiale in Israele, l'"Israel-Skolkovo Gateway/Center" (IsraelSK), che prevede l'aumento di capitale privato e un sussidio governativo che cercano di fare leva sulle startup sia israeliane che russe.
Nel 2016 Igor Drozdev, presidente del consiglio di amministrazione della Fondazione Skolkovo, ha firmato un accordo di cooperazione con il sindaco di Yokneam Illit, con l'obiettivo di collaborare allo sviluppo della tecnologia tra i due paesi.

Il logo della Yandex.

Nel 2018 Yandex ha sovvenzionato l'apertura di una scuola di informatica in Israele destinata agli studenti locali, in collaborazione con il dipartimento di Computer Science dell'Università di Tel Aviv; insegnerà a 50 studenti israeliani all'anno concentrandosi principalmente sull'apprendimento automatico. Il preside Joseph Klafter ha dichiarato: "Il nuovo programma educativo congiunto contribuirà a sviluppare la sfera informatica e le economie nazionali di Russia e Israele".
L'Università russa di economia Plechanov tiene un corso congiunto nello sviluppo di blockchain con la "Israeli School of IT" e "Israel's HackerU".